# Kirche Groß Luckow

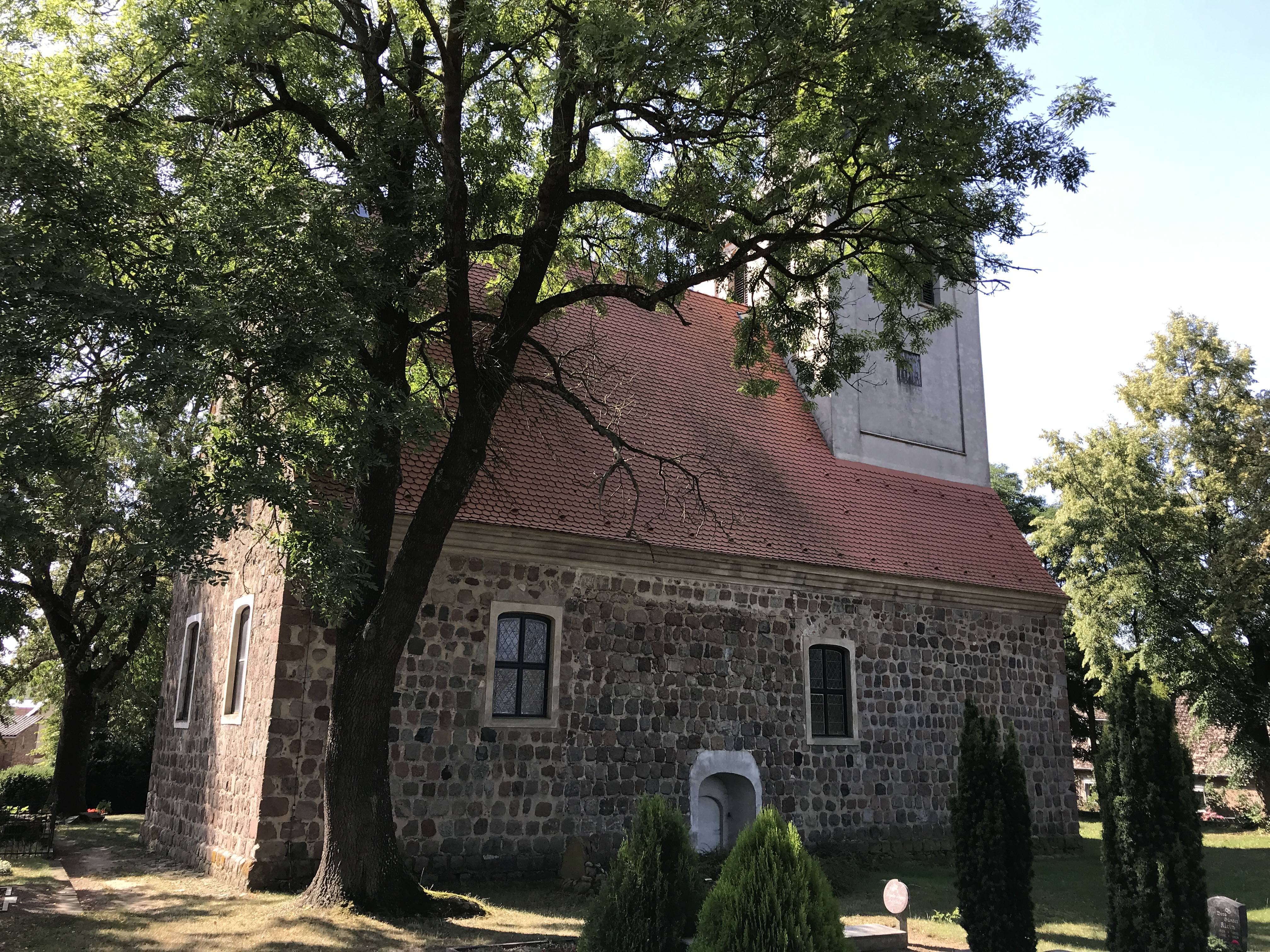
Kirche Groß Luckow

Die evangelische Kirche Groß Luckow ist Feldsteinkirche aus der zweiten Hälfte des 13. Jahrhunderts in Groß Luckow, einer Gemeinde im Landkreis Vorpommern-Greifswald im Land Mecklenburg-Vorpommern. Die Kirchengemeinde gehört zur Propstei Pasewalk im Kirchenkreis Pommern der Evangelisch-Lutherischen Kirche in Norddeutschland.

## Lage
Die Dorfstraße führt von Norden kommend auf den historischen Dorfanger zu. An der nordwestlichen Ecke zweigt sie nach Westen ab, verläuft aber auch in südlicher Richtung am Dorfanger vorbei. Dort steht mittig die Kirche auf einem leicht erhöhten Grundstück mit einem Kirchfriedhof, der mit einer Mauer aus unbehauenen und nicht lagig geschichteten Feldsteinen eingefriedet ist.

## Geschichte
Der Ort war seit Ende des 12. Jahrhunderts im Besitz derer von Raven. Sie hielten auch das Kirchenpatronat inne und ließen Ende des 13. Jahrhunderts eine Dorfkirche errichten. 1918 kam es zu einem Brand im Bauwerk, das anschließend umfassend erneuert wurde. Dabei ersetzten Handwerker das obere Geschoss des Kirchturms und erneuerten die Ausmalung im Innenraum. Die Kirchenausstattung aus dem 17. Jahrhundert konnte dabei jedoch fast vollständig gerettet werden.

## Baubeschreibung

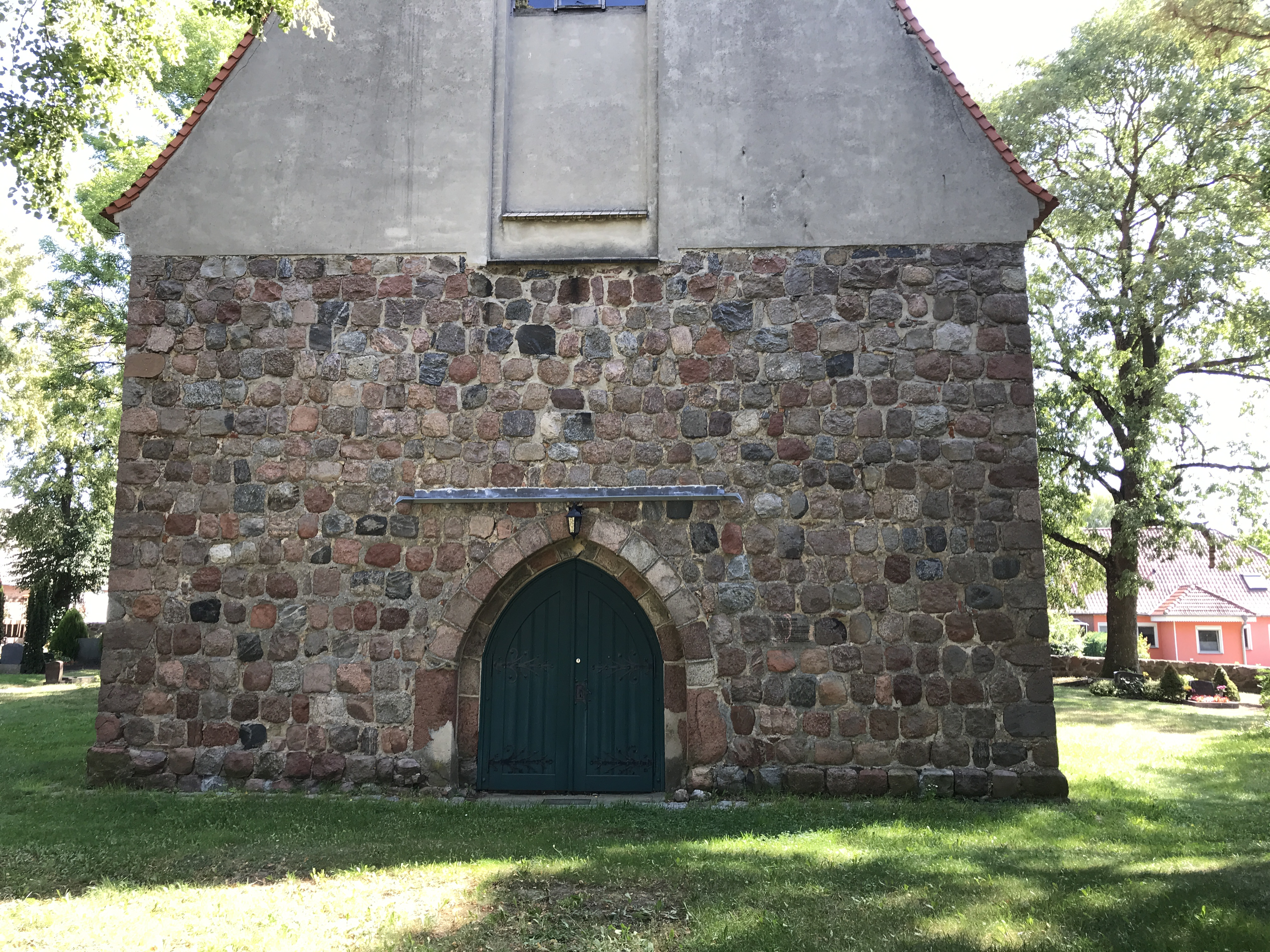
Westportal

Das Bauwerk entstand im Wesentlichen aus Feldsteinen, die lagig geschichtet und vergleichsweise sorgfältig behauen wurden. Der Chor ist gerade und nicht eingezogen. An der Ostwand sind zwei gedrückt-segmentbogenförmige Fenster, deren Fasche durch einen hellen, rechteckig angeordneten Putz betont werden. Mittig sind die Reste eines schmalen Spitzbogenfensters erkennbar. Ausbesserungsarbeiten an den beiden vorhandenen Fenstern zeigen, dass sich an der Ostwand ursprünglich eine Dreifenstergruppe befand. Im ebenfalls aus Feldsteinen errichteten Giebel sind drei spitzbogenförmige, hell angestrichene Blenden.
Das Kirchenschiff hat einen rechteckigen Grundriss. Auch hier sind zwei gedrückt-segmentbogenförmige Fenster verbaut, die Ausbesserungsspuren zeigen. Vermutlich waren hier zu einem früheren Zeitpunkt ebenfalls Spitzbogenfenster verbaut. Leicht nach Westen ausmittig ist eine vermauerte Pforte. Sie ist an der Südseite noch im Originalzustand vorhanden. Im westlichen Bereich ist dort weiterhin ein zugesetztes Spitzbogenfenster erkennbar.
Der Kirchturm nimmt im unteren Bereich die volle Breite des Schiffs ein. Der Zugang erfolgt von Westen her über ein großes und ebenfalls spitzbogenförmiges Portal. Weitere Öffnungen sind im unteren Geschoss nicht vorhanden. Der Giebel ist im Gegensatz zum Chor verputzt. Mittig ist eine große rundbogenförmige Blende, in die im oberen Bereich ein halbkreisförmiges Fenster eingelassen ist. Darüber erstreckt sich das Glockengeschoss. An den drei zugänglichen Seiten ist zunächst eine rechteckige Verbretterung, die vermutlich für eine Turmuhr vorgesehen war. Darüber sind an allen vier Seiten je zwei rundbogenförmige Klangarkaden. Oberhalb einer geschweiften Turmhaube erstreckt sich ein achteckiger Turmhelm, der in eine Turmspitze mit Turmkugel und Wetterfahne übergeht.

## Ausstattung

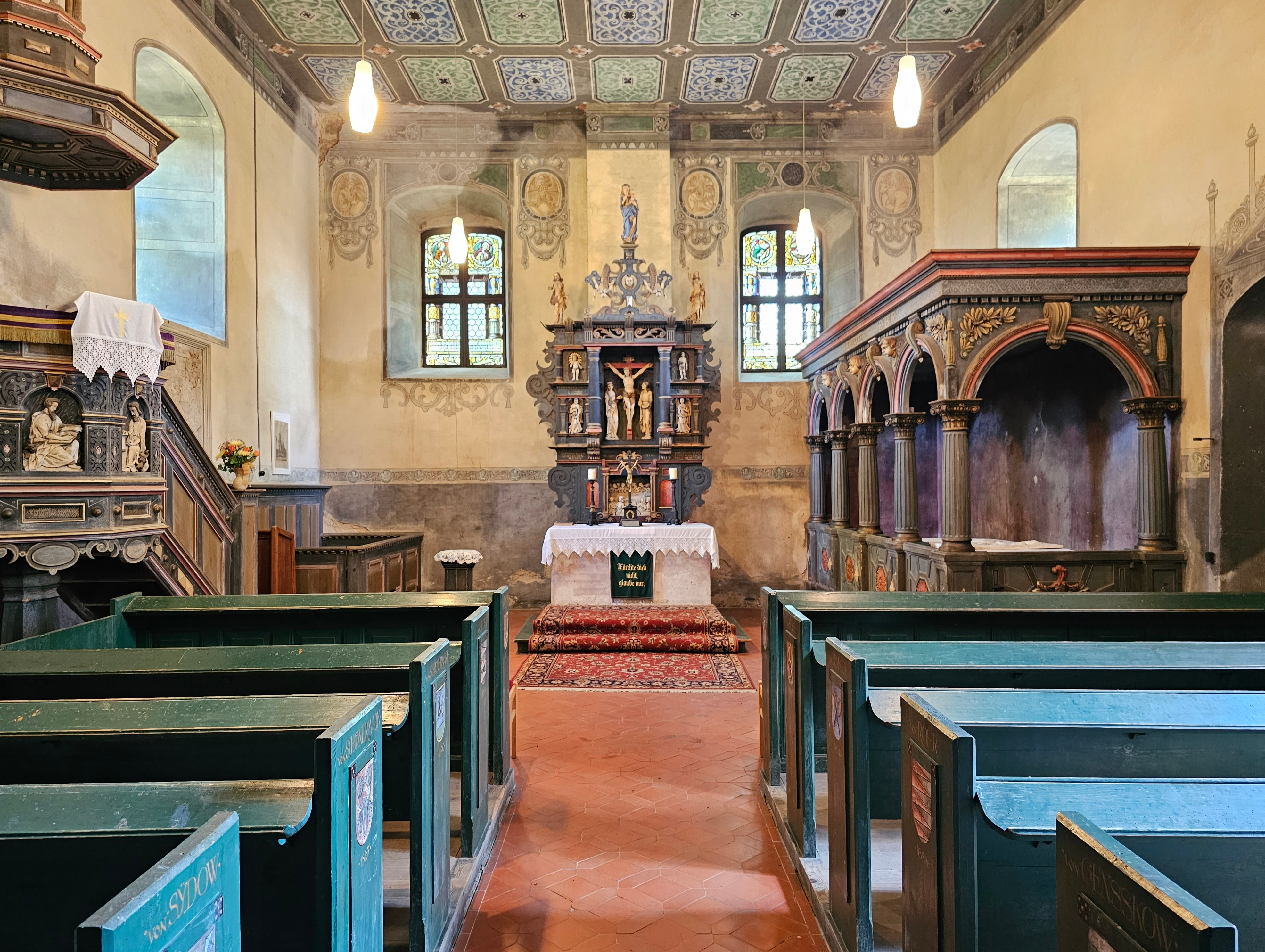
Innenraum (2023)

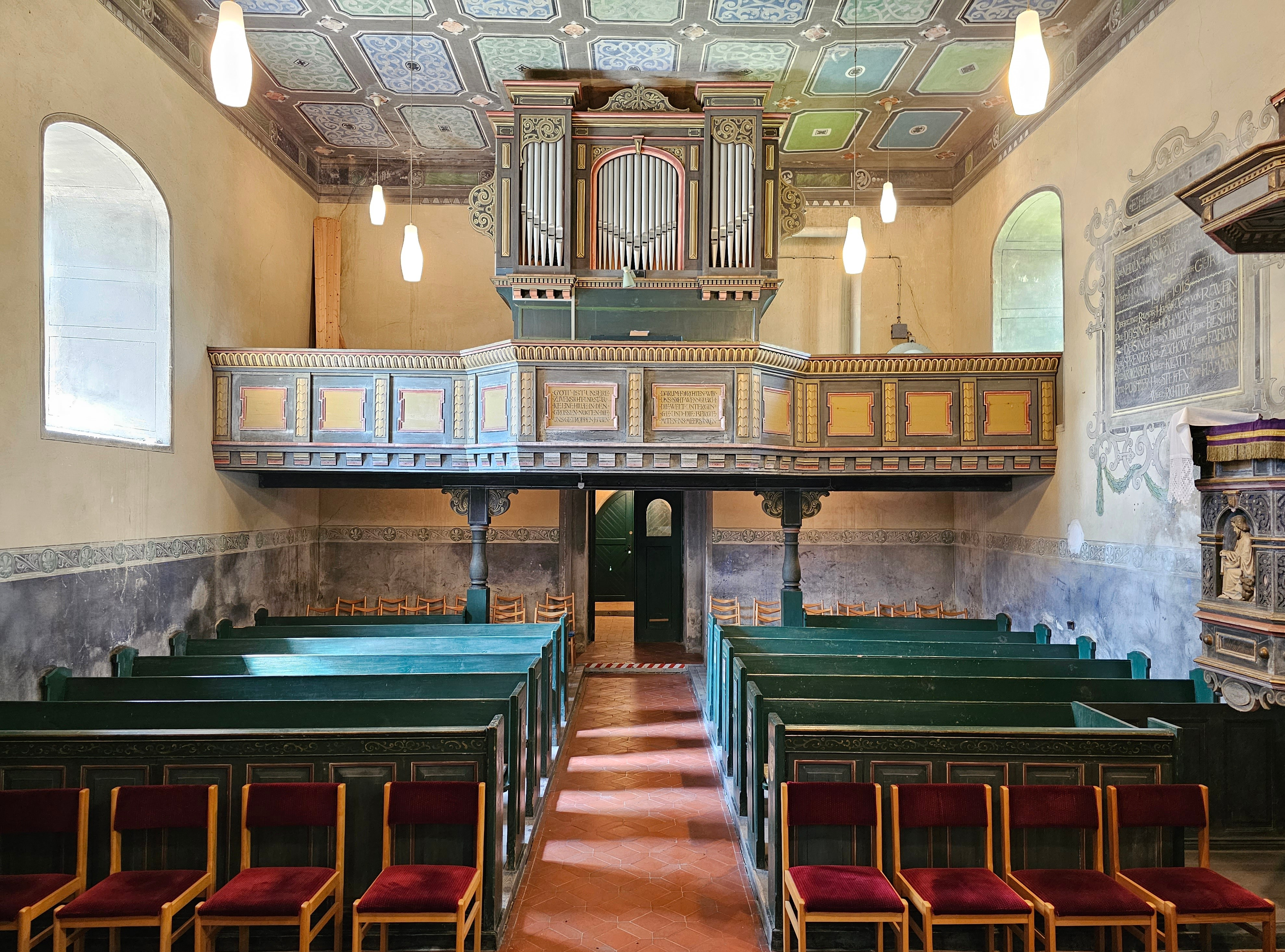
Innenraum, Blick zur Orgel

Das Altarretabel wird im Dehio-Handbuch als „aufwendig“ beschrieben. Es entstand im Jahr 1625 und ist mit Bandelwerk verziert. Der Patron ließ 1918 einen figürlichen Schmuck hinzufügen. Bekrönt wird der Aufsatz durch eine Mondsichelmadonna aus dem Anfang des 16. Jahrhunderts. Zur weiteren Kirchenausstattung gehören ein Kanzelkorb aus der ersten Hälfte des 17. Jahrhunderts, der mit den Bildern der Evangelisten in den Korbwangen verziert ist. An der Rückwand ist Jesus Christus zu sehen. Neben der Kanzel steht an der Nordwand ein Epitaph, das an den Kirchenpatron und seine Ehefrau erinnert. Nach dem Brand 1918 kam vermutlich ein Logenprospekt mit Rundarkaden in das Bauwerk. Die Ausmalung zeigt unter anderem den Heiligen Geist, symbolisiert durch eine Taube mit Strahlenkranz. Als weiteren Bestandteil der Ausmalung befindet sich auf der Nordwand eine Tafel, die an die Gefallenen aus den Befreiungskriegen und dem Ersten Weltkrieg erinnert. Auf der Empore steht eine Orgel, die die Orgelbauer Schlag & Söhne 1919 errichteten. Das Werk mit pneumatischen Membranenladen besitzt 8 Register auf zwei Manualen und Pedal.
Auf dem Friedhof erinnert ein Doppelgrabstein an den 1602 verstorbenen Patron H. v. Raven. Außerhalb des Kirchfriedhofs steht südlich ein Gedenkstein mit dem Relief eines Stahlhelms über gekreuzten Schwertern. Darunter ist die Inschrift zu lesen: „Nimmer wird das Reich zerstöret, / wenn ihr einig seid und treu!“ – ein Zitat des Gedichtes Frühlingsgruß an das Vaterland von Max von Schenkendorf, das sich auch auf dem Monumentaldenkmal Deutsches Eck in Koblenz findet und weit verbreitet war.

## Gemeinde
Die Kirche in Groß Luckow wird heute vom Pfarramt in Strasburg (Uckermark) betreut. Groß Luckow ist einer der sieben Kirchorte der verbundenen Kirchengemeinden Strasburg, Blumenhagen und Wismar: Strasburg (St. Marien), Blumenhagen, Groß Luckow, Klein Luckow, Groß Spiegelberg, Wismar und Schwarzensee. Der gesamte Pfarrsprengel, der lange zur Kirchenprovinz Mark Brandenburg gehört hatte, wurde erst 1974 von der Evangelischen Kirche in Berlin-Brandenburg an die Pommersche Evangelische Kirche abgegeben.